# Santa María (Texas)
Santa María es un lugar designado por el censo ubicado en el condado de Cameron en el estado estadounidense de Texas. En el Censo de 2010 tenía una población de 733 habitantes y una densidad poblacional de 1.155,15 personas por km².

## Geografía
Santa María se encuentra ubicado en las coordenadas 26°4′36″N 97°50′48″O / 26.07667, -97.84667. Según la Oficina del Censo de los Estados Unidos, Santa María tiene una superficie total de 0.63 km², de la cual 0.63 km² corresponden a tierra firme y (0%) 0 km² es agua.

## Demografía
Según el censo de 2010, había 733 personas residiendo en Santa María. La densidad de población era de 1.155,15 hab./km². De los 733 habitantes, Santa María estaba compuesto por el 25.65% blancos, el 0% eran afroamericanos, el 0% eran amerindios, el 0.14% eran asiáticos, el 0% eran isleños del Pacífico, el 73.94% eran de otras razas y el 0.27% pertenecían a dos o más razas. Del total de la población el 99.45% eran hispanos o latinos de cualquier raza.